# 119. pr. Kr.
◄ | 3. stoljeće pr. Kr. | 2. stoljeće pr. Kr. | 1. stoljeće pr. Kr. | ►
◄ | 140-ih pr. Kr. | 130-ih pr. Kr. | 120-ih pr. Kr. | 110-ih pr. Kr. | 100-ih pr. Kr. | 90-ih pr. Kr. | 80-ih pr. Kr. | ►
◄◄ | ◄ | 122. pr. Kr. | 121. pr. Kr. | 120. pr. Kr. | 119 pr. Kr. | 118. pr. Kr. | 117. pr. Kr. | 116. pr. Kr. | ► | ►►
Astronomija
Godina 119. pne bila je godina predjulijanskog rimskog kalendara. U to je vrijeme bila poznata kao Godina konzulata Dalmaticusa i Cotte (ili, rjeđe, godina 635 Ab urbe condita) i četvrta godina Yuanshoua. Oznaka 119. pr. Kr. Za ovu se godinu koristila je od ranosrednjovjekovnog razdoblja, kada je kalendarsko doba Anno Domini postala prevladavajuća metoda u Europi za imenovanje godina.

## Događaji
- Kornelije Cotta i Cecilije Metel osvajaju Sisciju
- Drugi rimsko-dalmatski rat
- Hiparh zamjenjuje Eumaha na mjestu arhonta iz Atene.
- Kineska vojska Han pod zapovjednicima Wei Qingom († 106. pr. Kr.) i Huo Qubingom (140. pr. Kr. - 117. pr. Kr.) Pobjeđuje nad Xiongnuom u bitci kod Mobeija. Bitka se odvija u dolini Orkhon u pustinji Gobi, moderna Mongolija.

## Smrti
- Di Shan, kineski političar iz dinastije Han
- Li Guang, kineski general iz dinastije Han

## Vanjske poveznice
|  | Zajednički poslužitelj ima još gradiva o temi 119. pr. Kr. |